# 克勒特维莱尔
克勒特维莱尔（法語：Crœttwiller，法語發音：[kʁœtvilɛʁ] ⓘ）是法国下莱茵省的一个市镇，属于阿格诺-维桑堡区。

## 地理
克勒特维莱尔（48°56'0"N, 8°1'52"E）面积2.55 平方千米，位于法国大東部大區下莱茵省，该省份为法国大陆部分最东部的省份，是阿尔萨斯的一部分，今与上莱茵省组成了阿尔萨斯欧洲集体，其南至上莱茵省，西南接孚日省和默尔特-摩泽尔省，西接摩泽尔省，北与德国接壤，东侧沿莱茵河与德国相望。
与克勒特维莱尔接壤的市镇（或旧市镇、城区）包括：比勒、埃贝尔巴克塞尔特、涅代尔罗埃代尔恩、奥贝尔洛泰尔巴克、锡根、特里姆巴克。
克勒特维莱尔的时区为UTC+01:00、UTC+02:00（夏令时）。

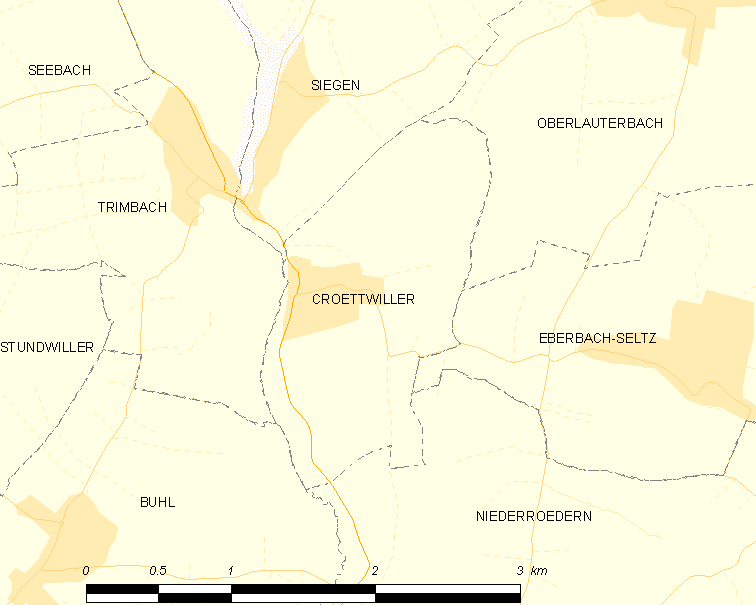
克勒特维莱尔的OSM定位图

## 行政
克勒特维莱尔的邮政编码为67470，INSEE市镇编码为67079。

## 政治
克勒特维莱尔所属的省级选区为维桑堡县。

## 人口

1962-2008年间克勒特维莱尔人口变化图示

克勒特维莱尔于2022年1月1日时的人口数量为181人。